# Liste des gouverneurs de l'Arizona
Le gouverneur de l'Arizona (en anglais : Governor of Arizona) est le chef de la branche exécutive du gouvernement de l'État américain de l'Arizona.

## Histoire
En 1975, Raúl Héctor Castro devient la première personne latino-américaine à occuper le poste de gouverneur de l’Arizona.
En 1988, Rose Mofford devient la première femme à occuper ce poste.

## Liste

### État
| N°  | Portrait | Nom                       | Parti | Parti             | Mandat                        |
| --- | -------- | ------------------------- | ----- | ----------------- | ----------------------------- |
| 1   |          | George W.P. Hunt          |       | Parti démocrate   | 1912-1917                     |
| 2   |          | Thomas Edward Campbell    |       | Parti républicain | 1917-1917                     |
| (1) |          | George W.P. Hunt          |       | Parti démocrate   | 1917-1919                     |
| (2) |          | Thomas Edward Campbell    |       | Parti républicain | 1919-1923                     |
| (1) |          | George W.P. Hunt          |       | Parti démocrate   | 1923-1929                     |
| 3   |          | John Calhoun Phillips     |       | Parti républicain | 1929-1931                     |
| (1) |          | George W.P. Hunt          |       | Parti démocrate   | 1931-1933                     |
| 4   |          | Benjamin Baker Moeur      |       | Parti démocrate   | 1933-1937                     |
| 5   |          | Rawghlie Clement Stanford |       | Parti démocrate   | 1937-1939                     |
| 6   |          | Robert Taylor Jones       |       | Parti démocrate   | 1939-1941                     |
| 7   |          | Sidney Preston Osborn     |       | Parti démocrate   | 1941-1948                     |
| 8   |          | Dan Edward Garvey         |       | Parti démocrate   | 1948-1951                     |
| 9   |          | John Howard Pyle          |       | Parti républicain | 1951-1955                     |
| 10  |          | Ernest McFarland          |       | Parti démocrate   | 1955-1959                     |
| 11  |          | Paul Jones Fannin         |       | Parti républicain | 1959-1965                     |
| 12  |          | Samuel Pearson Goddard    |       | Parti démocrate   | 1965-1967                     |
| 13  |          | Jack Richard Williams     |       | Parti républicain | 1967-1975                     |
| 14  |          | Raul Hector Castro        |       | Parti démocrate   | 1975-1977                     |
| 15  |          | Wesley Bolin              |       | Parti démocrate   | 1977-1978                     |
| 16  |          | Bruce Babbitt             |       | Parti démocrate   | 1978-1987                     |
| 17  |          | Evan Mecham               |       | Parti républicain | 1987-1988                     |
| 18  |          | Rose Mofford              |       | Parti démocrate   | 1988-1991                     |
| 19  |          | Fife Symington            |       | Parti républicain | 1991-1997                     |
| 20  |          | Jane Dee Hull             |       | Parti républicain | 1997-2003                     |
| 21  |          | Janet Napolitano          |       | Parti démocrate   | 2003-2009                     |
| 22  |          | Jan Brewer                |       | Parti républicain | 2009-2015                     |
| 23  |          | Doug Ducey                |       | Parti républicain | 5 janvier 2015-2 janvier 2023 |
| 24  |          | Katie Hobbs               |       | Parti démocrate   | depuis le 2 janvier 2023      |